# 埃爾斯納嶺
埃爾斯納嶺（英語：Elsner Ridge）是南極洲的山嶺，位於維多利亞地的彭內爾海岸，屬於阿德默勒爾蒂山脈的一部，處於霍姆蘭山脈南端東北面7公里，長11公里，美國地質調查局根據測量和該國海軍的空中照片繪入地圖，現時由南極條約體系管理。

## 外部連結
. . United States Geological Survey.   [2012-03-01].
71°47′S 167°21′E / 71.783°S 167.350°E